# Dionfo
Dionfo est une subdivision administrative de la Guinée, sous-préfecture de la préfecture de Labé.

## Population
En 2016, la localité comptait 13 410 habitants.